# Икеда (Нагано)
Икеда (яп. 池田町 Икэда-мати) — посёлок в Японии, находящийся в уезде Китаадзуми префектуры Нагано. Площадь посёлка составляет 40,18 км², население — 10 088 человек (1 августа 2014), плотность населения — 251,07 чел./км².

## Географическое положение
Посёлок расположен на острове Хонсю в префектуре Нагано региона Тюбу. С ним граничат города Омати, Адзумино и сёла Мацукава, Икусака.

## Население
Население посёлка составляет 10 088 человек (1 августа 2014), а плотность — 251,07 чел./км². Изменение численности населения с 1980 по 2005 годы:
| 1980 | 10 610 чел. |  |
| 1985 | 10 792 чел. |  |
| 1990 | 10 521 чел. |  |
| 1995 | 10 712 чел. |  |
| 2000 | 10 658 чел. |  |
| 2005 | 10 630 чел. |  |

## Символика
Деревом посёлка считается сосна густоцветная, цветком — рододендрон.